# Poul Hoffmann
Poul Hoffmann (født 19. maj 1928 i Næstved, død 18. juni 2015  i Højslev ved Skive) var en dansk kristen forfatter, foredragsholder og cand.jur.
Trods sine 45 omfangsrige bøger var han kun lidet kendt i den brede offentlighed, og det er de færreste litteraturencyklopædier, der nævner ham. Hans måske største værk Moses-trilogien er dog oversat til svensk, norsk, tysk, engelsk, spansk og finsk.
Noget nær den eneste gang, Poul Hoffmann har været i de store mediers søgelys, var i en 40 min. lang tv-udsendelse fra 1987: Fra døden til livet. Jørgen Thorgaard, som var programmets interviewer, skrev efter udsendelsen en artikel i Aarhus Stiftstidende, hvor han kalder denne ubemærkethed for en skandale og en katastrofe.
Grunden til den manglende anerkendelse og popularitet skal afgjort ikke findes i manglende litterære kvaliteter, men må skyldes den usædvanlige og umoderne, bogstavelige tolkning af Bibelen, som forfatteren ikke lægger skjul på. Han betegner sig selv som beton-lutheraner. Cand.mag. Bent Bjerring-Nielsen beskriver Poul Hoffmann som "en moderne dinosaurus" – et udtryk, som C.S. Lewis brugte om sig selv, men som også passer på Hoffmann. Hermed ikke sagt, at han ikke henvender sig til det moderne samfund; det gør han i høj grad. Men hans bøger beskriver en virkelighed, der ligger det moderne menneske så fjernt, at forfatteren i de flestes øjne i bedste fald er en “sær snegl”.
Poul Hoffmann var i sin ungdom stærkt bibelkritisk, men beretter i en artikel i Kristeligt Dagblad fra 1955 om, hvordan han ved videnskabelige studier under Helligåndens vejledning en dag kom til den erkendelse, at Bibelen måtte være den sande kilde, som alle forvanskede religionsmyter udspringer fra. Ved at studere Immanuel Velikovskij overbevistes han om, at de voldsomme naturbegivenheder, som Bibelen fortæller om, virkelig har fundet sted. Poul Hoffmann har i sit senere, faglitterære forfatterskab holdt fast ved Bibelens fulde troværdighed og bl.a. stærkt kritiseret evolutionsteorien og liberalteologien.
De 25 faglitterære bøger tjener som en slags baggrundslitteratur for forståelsen af det åndelige og historiske univers i de 11 bibelhistoriske romaner, der udgør den mest læste del af hans forfatterskab. Udover de bibelhistoriske romaner han han skrevet ti romaner, hvoraf tre foregår i moderne tid, samt novellesamlingen Komme dit Rige, og han må således betragtes som en af de mest produktive og vidtfavnende nulevende forfattere.
Poul Hoffmanns romaner er gammeldags i den forstand, at de er sammenhængende og har tydelige og klare budskaber. I de historiske romaner opstår der altid situationer med klare og tydelige paralleller til nutiden.
Poul Hoffmann modtog arbejdslegater fra Statens Kunstfond 1967 og 1979 og fik i 1990 Jubilæumsfonden af 1973’s kulturpris efterfulgt 1992 af Edvard Pedersens Biblioteksfonds Forfatterpris.